# Hagebyhöga kyrka
Hagebyhöga kyrka är en kyrkobyggnad i Hagebyhöga, Hagebyhöga socken i Vadstena kommun.

## Kyrkobyggnaden
Kyrkan, ursprungligen av romansk typ och byggd under 1120-talet, ombyggdes under medeltiden, bland annat genom valvslagning och större fönster. Man antar att kyrkan byggdes på beställning av en lokal storman, en teori som bland annat styrks av att en emporvåning finns i tornet. Den medeltida ombyggnaden, förmodligen tillkommen under 1420-talet och sannolikt under ledning av Sune murmästare, förmodas ha utförts av samma personer som vid denna tid även valvslog Vadstena klosterkyrka, något som kan ses i de båda kyrkornas likartade dekor.
Byggnadens södra portal var sannolikt vapenhus under medeltiden men då den nuvarande portalen byggdes 1831 igensattes den äldre och istället skapades här ett fönster. 
1702 sattes ett solur upp på tornets södra sida. 1886 monterades en glob med kors och järnstaket på övre takfallet. I koret kan man fortfarande se en del av det ursprungliga yttertaket.

## Inventarier
Ca 1688 ersattes den tidigare romanska dopfunten av en ny, sannolikt tillverkad 1665 av Johan Andersson i Vadstena. Den gamla dopfunten placerades då på kyrkogården, men den har åter tagits in i kyrkan och används på nytt.

### Orgel
- I mitten av 1600-talet fanns en orgel (ett positiv) i kyrkan, som såldes 1704.[1]
- 1707 byggde Johan Agerwall, Söderköping, en orgel med sex stämmor, som 1752 reparerades och byggdes till med tre stämmor av Gustaf Lagergren (organist).[2]
- 1886 byggde Carl Elfström, Ljungby, en orgel, som Reinhard Kohlus 1977 utökade med en självständig pedal. Orgeln har ett tonomfång på 54/27 och är mekanisk.

| Manual              | Pedal      | Koppel  |
| Borduna 16’ B/D     | Subbas 16’ | Man/Ped |
| Corno di Basetti 8’ | Man 4'/Man |         |
| Rörflöjt 8’         |            |         |
| Salicional 8’       |            |         |
| Octava 4'           |            |         |
| Qvinta 3'           |            |         |
| Octava 2'           |            |         |

## Bildgalleri

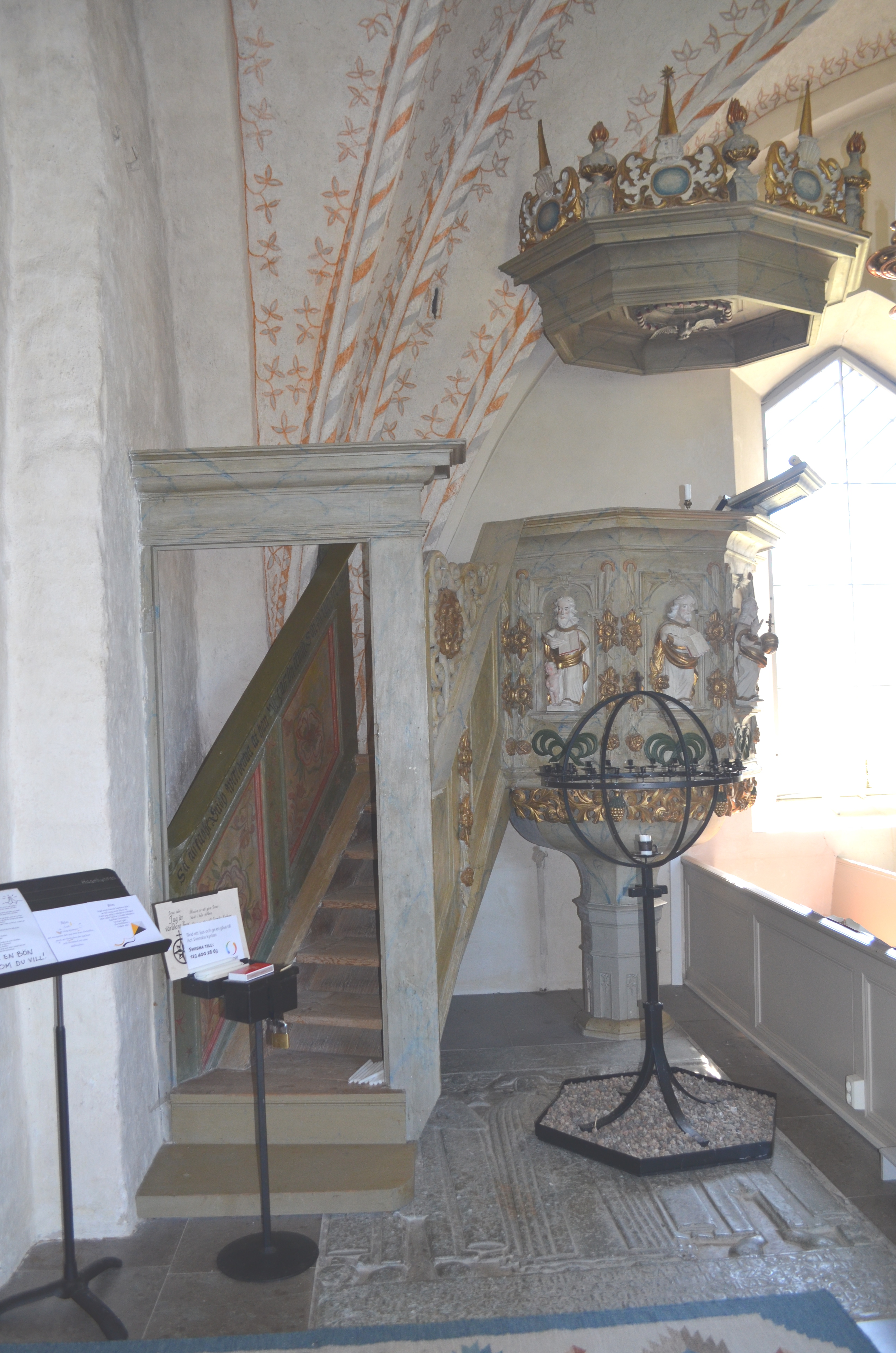
Hagebyhöga kyrkas predikstol
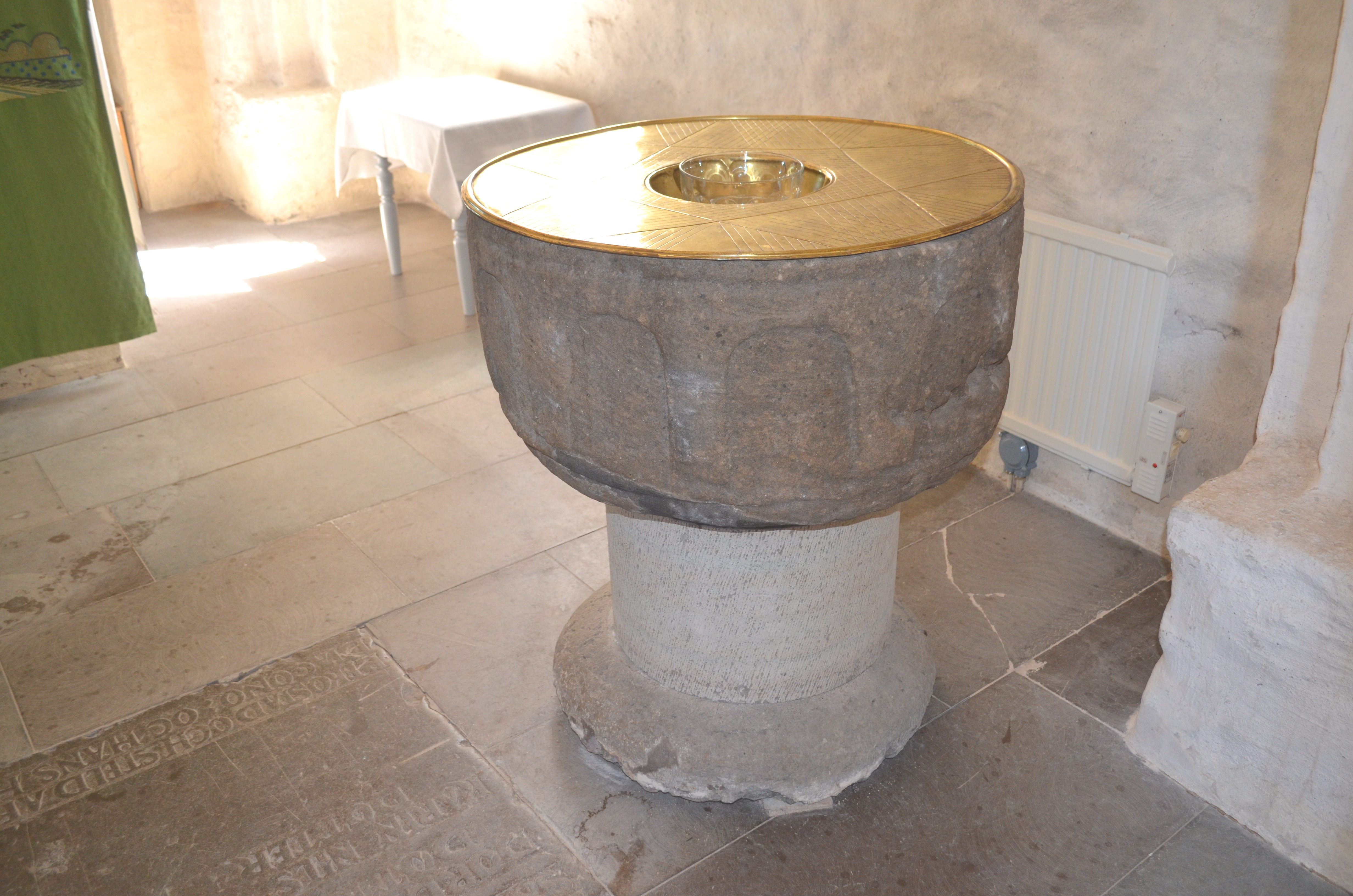
Hagebyhöga kyrkas dopfunt
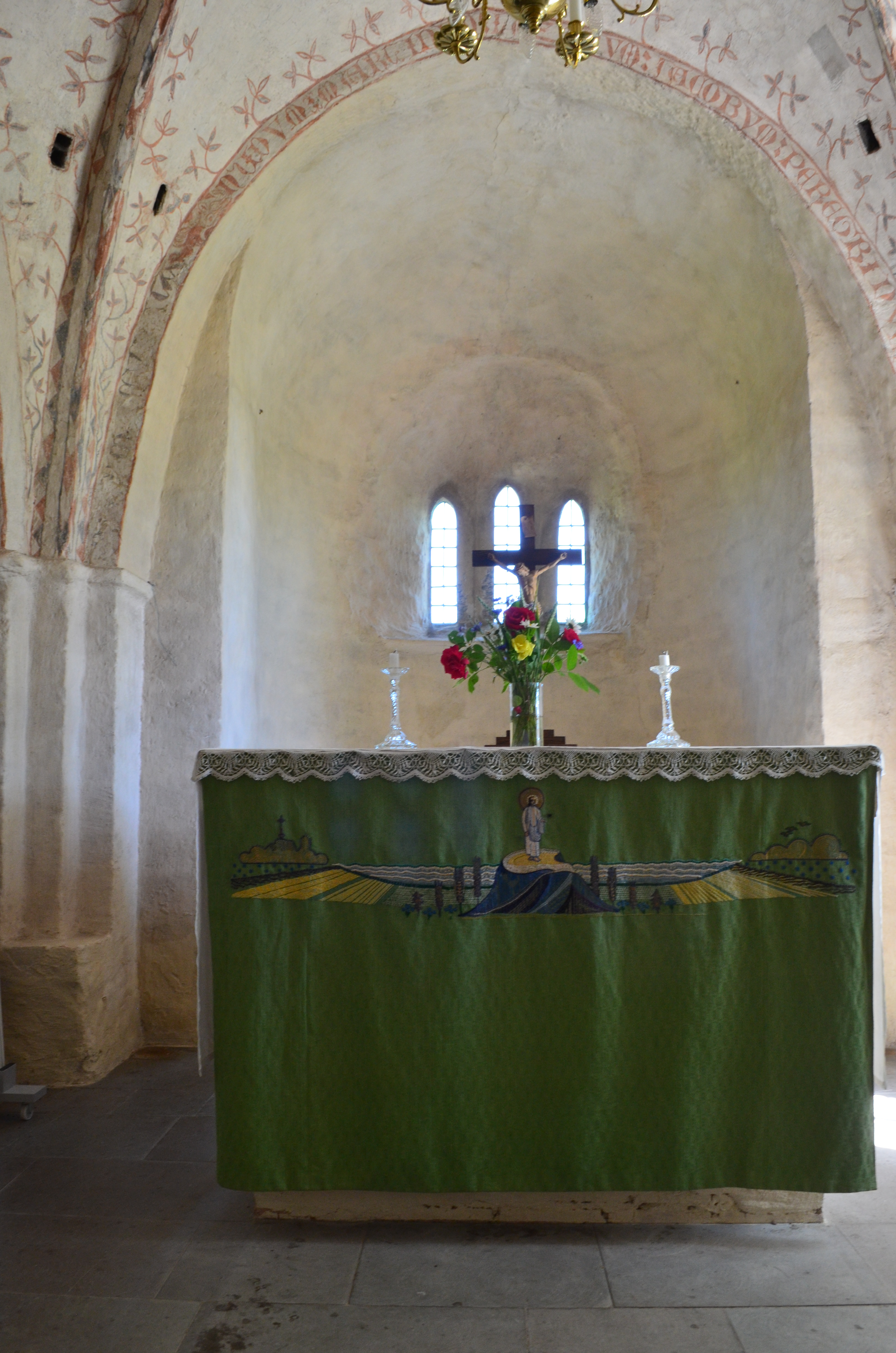
Hagebyhöga kyrkas altare
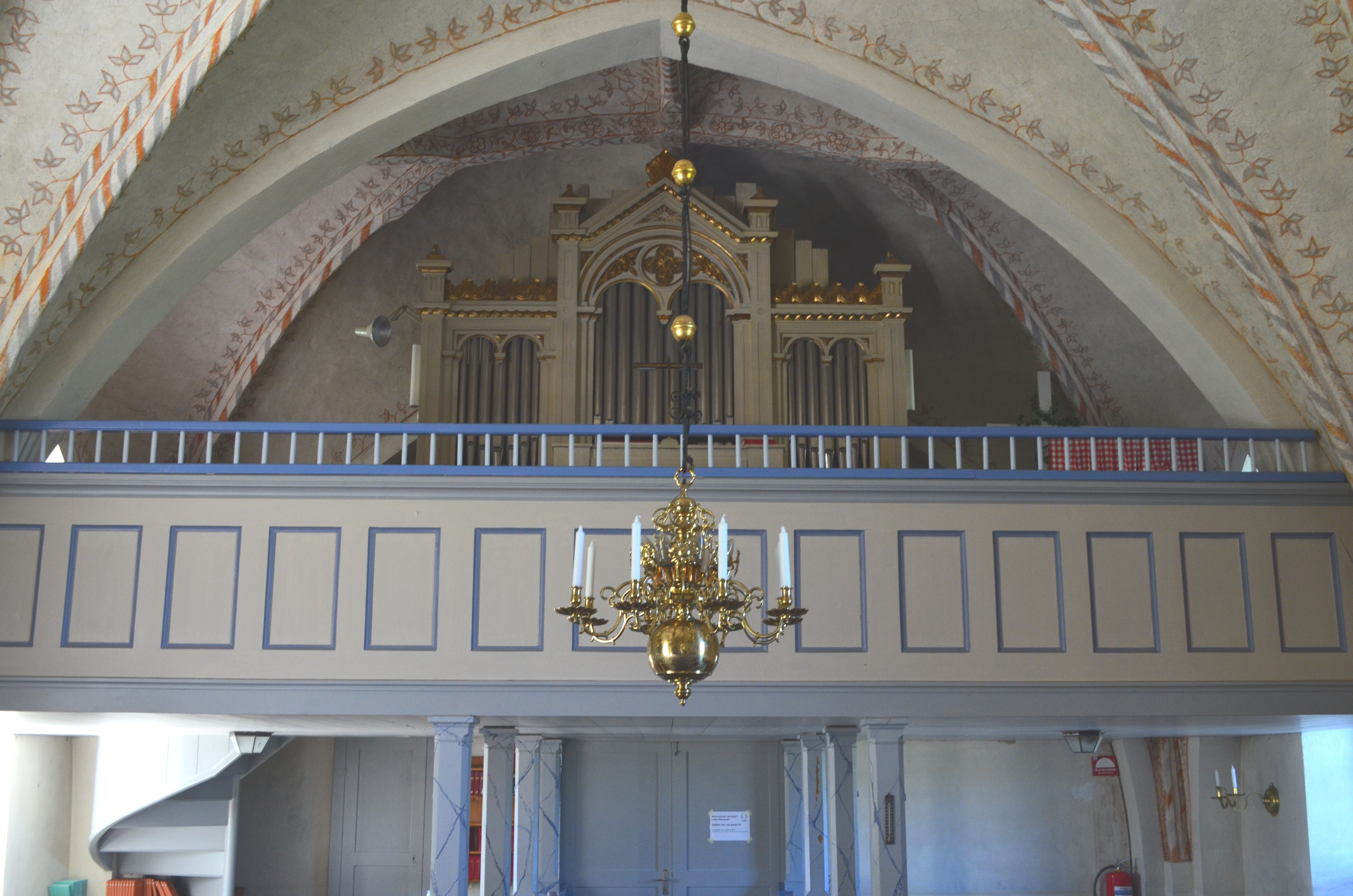
Hagebyhöga kyrkas orgelläktare
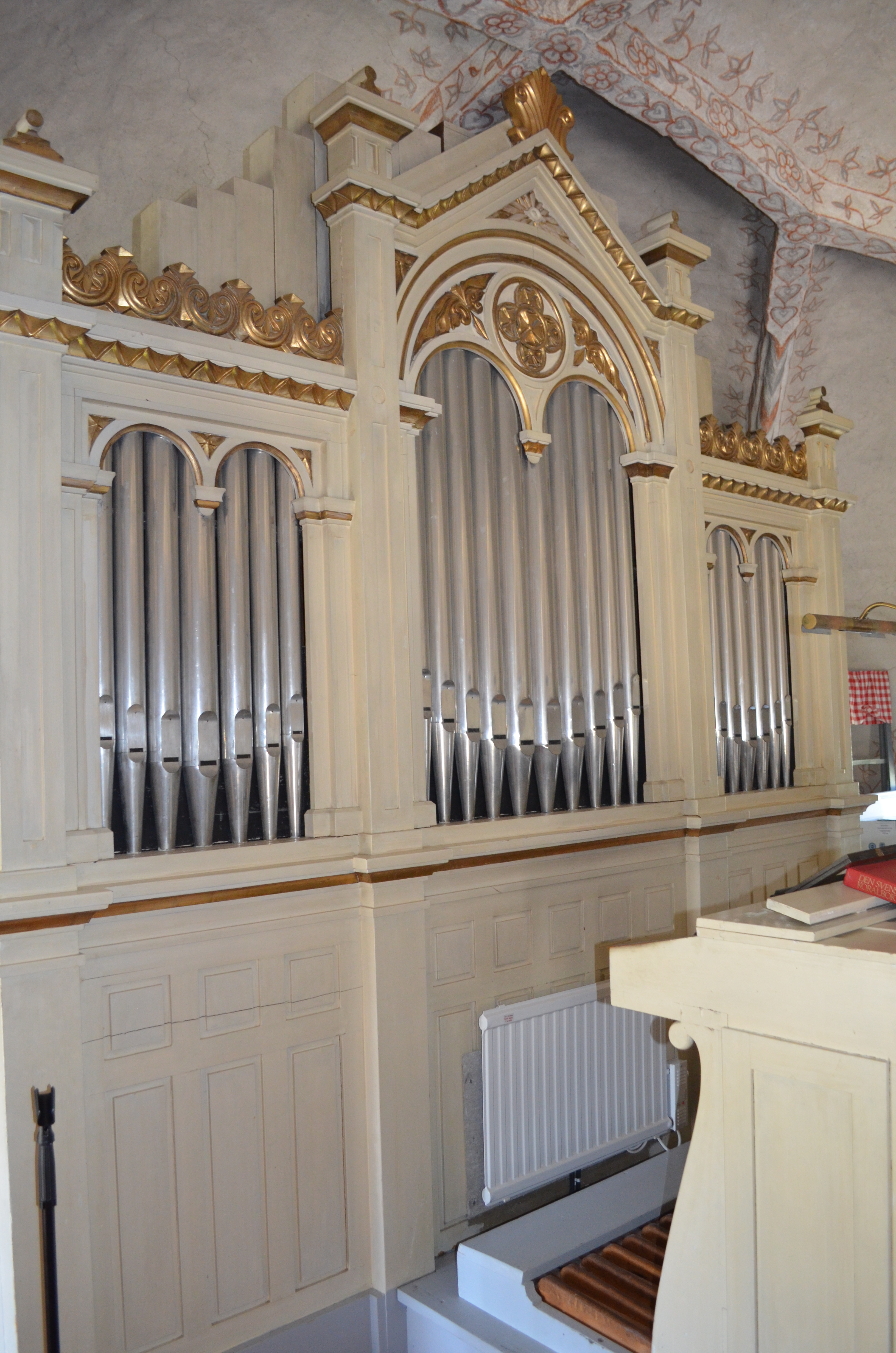
Hagebyhöga kyrkas kyrkorgel
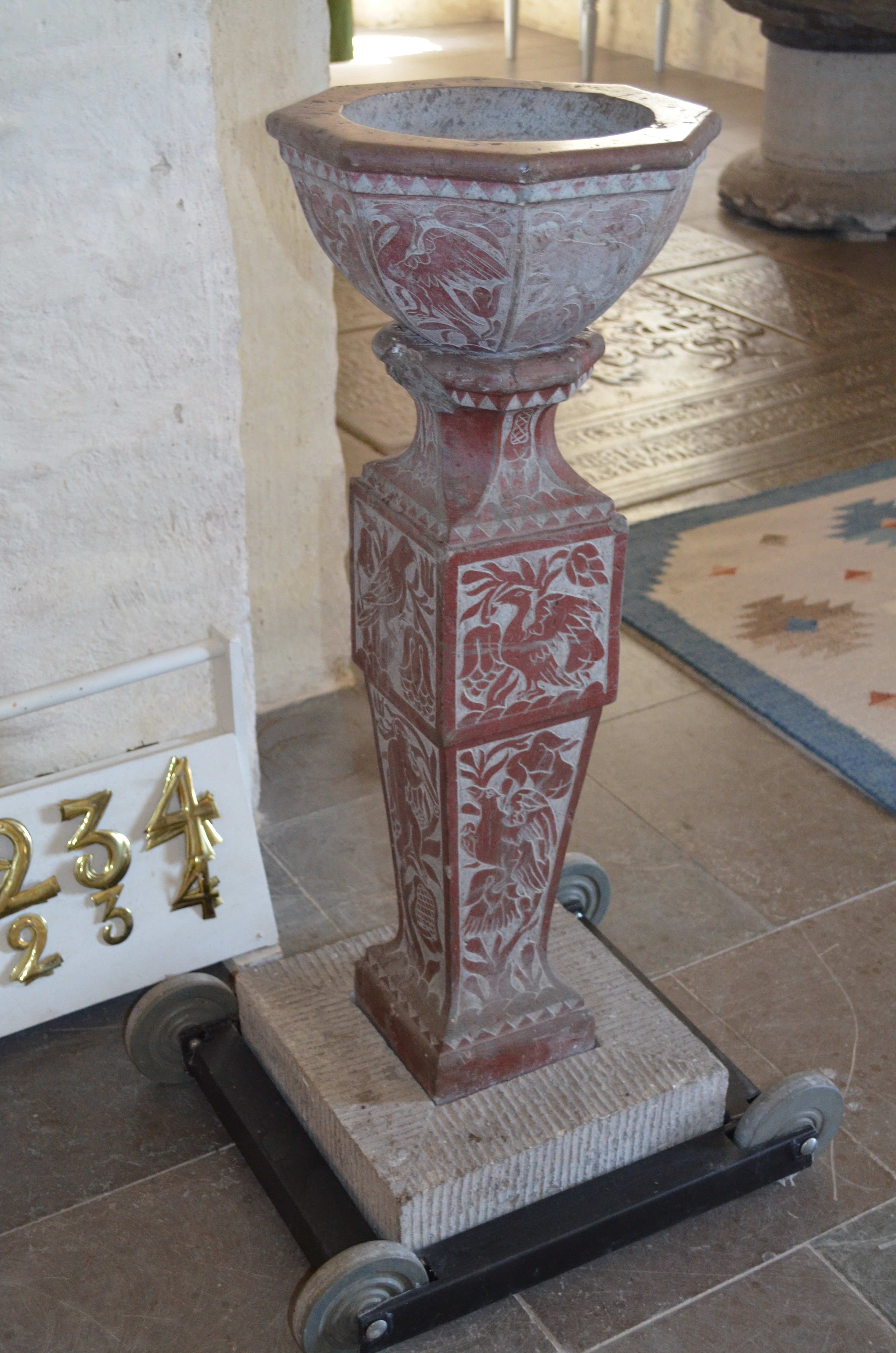
Hagebyhöga kyrkas nya dopfunt